# In Real Life (álbum)
In Real Life es el octavo álbum de estudio de la cantante estadounidense Mandy Moore, el cual fue lanzado el 13 de mayo de 2022,  a través Verve Forecast Records y Universal Music Group. El álbum  ha sido producido por Mike Viola, Taylor Goldsmith, Griffin Goldsmith, Jess Wolfe, Holly Laessig, Lee Pardini y Sebastian Steinberg. 

## Antecedentes
In Real Life sigue a "Silver Landings", el álbum aclamado por la crítica que marcó el primer trabajo nuevo de Moore en más de una década, y se lanzó en marzo de 2020 al borde de la pandemia. 
Un comunicado de prensa señaló: 
```
 “'In Real Life' aporta un nuevo nivel de autocontrol a la composición de canciones de Moore, imbuyendo cada pista con una narración detallada y una autorreflexión lúcida. Desde los primeros segundos de la canción que abre el título del álbum, Moore sumerge completamente al oyente en su lirismo íntimo y su sonido caleidoscópico”. 
```

## Recepción de la crítica
In Real Life recibió críticas generalmente positivas de los críticos musicales. AllMusic le dio al álbum una calificación positiva de tres estrellas y media y afirmó en su reseña: "Donde su predecesor estaba lleno de canciones de renacimiento y empoderamiento, In Real Life es más suave, concentrándose en la calidez doméstica donde los socios están lo suficientemente sanos como para saber". cómo llegar a un punto intermedio, un compromiso que se vuelve esencial cuando llega un nuevo bebé a la familia.Añadió: "Es un sonido acogedor y alegre que coincide con el optimismo de Moore, pero es difícil no desear que de vez en cuando haya un cabo suelto o un borde irregular".
Mike DeWald dijo sobre el álbum: "In Real Life muestra el crecimiento y la madurez de Moore como compositora e intérprete. El álbum es divertido y alegre, pero lo más importante es que se siente auténtico en su experiencia personal.

## Track listing
| In Real Life track listing |                                   |          |  |
| N.º                        | Título                            | Duración |  |
| 1.                         | «In Real Life»                    | 3:52     |  |
| 2.                         | «Heartlands»                      | 3:34     |  |
| 3.                         | «Little Dreams»                   | 3:27     |  |
| 4.                         | «Just Maybe»                      | 3:48     |  |
| 5.                         | «Living In The In Between»        | 3:01     |  |
| 6.                         | «In Other Words»                  | 4:10     |  |
| 7.                         | «Four Moons»                      | 3:35     |  |
| 8.                         | «Little Victories»                | 3:52     |  |
| 9.                         | «Heavy Lifting»                   | 3:42     |  |
| 10.                        | «Brand New Nowhere»               | 3:17     |  |
| 11.                        | «Every Light»                     | 4:19     |  |
| 12.                        | «Something to Do with Loneliness» | 4:08     |  |
| 13.                        | «Little Dreams (demo)»            | 3:24     |  |

## Charts

### Listas Semanales
| Listas (2022)           | Peak position |
| ----------------------- | ------------- |
| Top Album Sales         | 41            |
| Top Current Album Sales | 29            |